# Negayan puno
Negayan puno är en spindelart som beskrevs av Lopardo 2005. Negayan puno ingår i släktet Negayan och familjen spökspindlar. Inga underarter finns listade i Catalogue of Life.